# Équipe de France de football en 1967
Chronologie
Saison précédente Saison suivante
Cet article traite de l'année 1967 de l'équipe de France de football.
- L'année 1967, qui suit la coupe du monde de football 1966 (à laquelle participa l'équipe de France de football, finissant 4e et dernière de son groupe), est marquée par la qualification de celle-ci à l'Euro 1968 grâce à deux victoires (4-1 contre la Pologne et 3-1 contre le Luxembourg) et un nul 1-1 contre la Belgique.

- Le tandem Snella-Arribas démissionne le 19 janvier, Jean-Baptiste Doumeng prend la direction de l'Equipe de France et nomme Just Fontaine sélectionneur-entraîneur, avec Henri Biancheri comme adjoint.

- La France s'incline à trois reprises lors des amicaux disputés, dont un cinglant 5-1 face la RFA, vice-championne du monde. La succession de mauvais résultats provoque le 22 juin la démission de Just Fontaine (plus jeune entraîneur des Bleus à 33 ans) malgré un jeu offensif. Il est remplacé par Louis Dugauguez le 1er août.

## Les matchs
| Date              | Stade                                      | Adversaire | Score | Comp | Buteurs français                               |
| 22 mars 1967      | Parc des Princes Paris, France             | Roumanie   | D 1-2 | A    | Dogliani (88e)                                 |
| 3 juin 1967       | Parc des Princes Paris, France             | URSS       | D 2-4 | A    | Gondet (11e), Simon (45e)                      |
| 17 septembre 1967 | Stade du Xe Anniversaire Varsovie, Pologne | Pologne    | V 4-1 | QCE  | Herbin (13e), Di Nallo (33e et 85e), Guy (63e) |
| 27 septembre 1967 | Stade olympique Berlin, Allemagne          | RFA        | D 1-5 | A    | Bosquier (83e cf)                              |
| 28 octobre 1967   | Stade Marcel-Saupin Nantes, France         | Belgique   | N 1-1 | QCE  | Herbin (84e)                                   |
| 23 décembre 1967  | Parc des Princes Paris, France             | Luxembourg | V 3-1 | QCE  | Loubet (42e, 47e et 53e)                       |

A : match amical. QCE : match qualificatif pour l'Euro 1968

## Les joueurs
| Joueurs                                                            |     |     |    |     |    |    |
| Gardiens de but                                                    |     |     |    |     |    |    |
| Daniel Eon (FC Nantes) (dernières sélections)                      | 45  | 90  |    |     |    |    |
| Georges Carnus (Stade de Paris) (6e sélection)                     | r45 |     |    |     |    |    |
| Marcel Aubour (OGC Nice)                                           |     |     | 90 | 90  | 90 | 90 |
| Défenseurs                                                         |     |     |    |     |    |    |
| Jean-Claude Piumi (US Valenciennes-Anzin) (dernières sélections)   | 90  | 90  |    |     |    |    |
| Louis Cardiet (Stade rennais UC) (dernières sélections)            | 90  | 90  |    |     |    |    |
| Jean-Claude Lavaud (Stade rennais UC) (1re et dernière sélection)  | 90  |     |    |     |    |    |
| Louis Provelli (US Valenciennes-Anzin) (1re et dernière sélection) | 20  |     |    |     |    |    |
| Robert Budzynski (FC Nantes) (11e et dernière sélection)           | r70 |     |    |     |    |    |
| Gabriel De Michèle (FC Nantes) (2e et dernière sélection)          |     | 90  |    |     |    |    |
| Gilbert Le Chenadec (FC Nantes) (1re et dernière sélection)        |     | 90  |    |     |    |    |
| Jean Djorkaeff (Olympique de Marseille)                            |     |     | 90 | 90  | 90 | 90 |
| Bernard Bosquier (AS Saint-Étienne)                                |     |     | 90 | 90  | 90 | 90 |
| Jean Baeza (AS Monaco) (1resélection)                              |     |     | 90 | 90  | 90 | 90 |
| Roland Mitoraj (AS Saint-Étienne) (1re sélection)                  |     |     | 90 |     |    |    |
| Claude Quittet (FC Sochaux) (1re sélection)                        |     |     |    | 90  | 90 | 90 |
| Claude Robin (FC Nantes) (4e et dernière sélection)                |     |     |    | r21 |    |    |
| Milieux                                                            |     |     |    |     |    |    |
| Jean-Pierre Dogliani (SCO Angers) (1re et dernière sélection)      | 90  |     |    |     |    |    |
| Jean-Claude Suaudeau (FC Nantes) (4e et dernière sélection)        | 65  |     |    |     |    |    |
| Joseph Bonnel (US Valenciennes-Anzin)                              | r25 | r45 |    |     |    |    |
| Jacky Simon (FC Nantes)                                            |     | 90  |    | 69  |    |    |
| Jean Deloffre (SCO Angers) (1re et dernière sélection)             |     | 90  |    |     |    |    |
| Henri Michel (FC Nantes) (1re sélection)                           |     |     | 90 |     | 90 | 90 |
| Robert Herbin (AS Saint-Étienne)                                   |     |     | 90 |     | 90 |    |
| Yves Herbet (RC Paris Sedan)                                       |     |     | 90 |     | 90 |    |
| Gilbert Gress (VfB Stuttgart) (1re sélection)                      |     |     |    | 90  |    |    |
| Robert Péri (Girondins de Bordeaux) (3e et dernière sélection)     |     |     |    | 42  |    |    |
| Richard Krawczyk (RC Lens) (1re sélection)                         |     |     |    |     |    | 90 |
| Robert Szczepaniak (FC Metz) (1re sélection)                       |     |     |    |     |    | 90 |
| Attaquants                                                         |     |     |    |     |    |    |
| Charly Loubet (OGC Nice) (1re sélection)                           | 90  | 90  | 90 | 90  | 90 | 90 |
| Philippe Gondet (FC Nantes)                                        | 90  | 45  |    | 90  |    |    |
| Bernard Blanchet (FC Nantes)                                       | 90  | 90  |    |     |    |    |
| Georges Lech (RC Lens) (16e sélection)                             | 90  |     |    |     |    |    |
| André Guy (Lille OSC/Olympique lyonnais)                           |     | 90  | 90 |     |    |    |
| Fleury Di Nallo (Olympique lyonnais)                               |     |     | 90 | 90  | 90 |    |
| Hervé Revelli (AS Saint-Étienne) (4e sélection)                    |     |     |    |     | 90 |    |
| Didier Couécou (Girondins de Bordeaux) (1re et dernière sélection) |     |     |    |     |    | 90 |
| Georges Bereta (AS Saint-Étienne) (1re sélection)                  |     |     |    |     |    | 90 |